# Design News Polska
Design News Polska (pełny tytuł: Design News w Mechanice i Elektronice) – polska edycja wydawanego w USA (od 1946) czasopisma dla inżynierów-konstruktorów.
„Design News” przedstawia tematy z dziedziny projektowania układów mechanicznych i jest adresowany do inżynierów projektantów pracujących w przemyśle produkcji wyrobów finalnych. Pismo prezentuje w swoich artykułach technologie i informacje o produktach w dziedzinach takich jak: CAD/CAM, elektronika, testowanie, łączenie-mocowanie, napędy hydrauliczne, sterowanie ruchem-automatyka, plastik-niemetale, metale i przenoszenie mocy.
Magazyn „Design News” Polska wydano po raz pierwszy w lutym 2005. Jest organizatorem konkursu "Projektant Roku", odbywającego się co roku w listopadzie. Rocznie wydawanych jest 11 numerów magazynu, z przerwą redakcyjną w sierpniu.